# 1361
1361 (MCCCLXI) je bilo navadno leto, ki se je po julijanskem koledarju začelo na petek.

## Dogodki
- Po Črni smrti (1347-53) se po Evropi začne širiti druga večja epidemija kuge. V začetku leta doseže Pariz, Avignon in London. 1362 ↔

### Slovenija
- julij - Avstrijski vojvoda Rudolf IV. zavzame Oglej in tamkajšnjega patriarha Lodovica della Torreja odvede v ujetništvo. Rudolfove teritorialne zahteve so ogromne in po njegovem bi patriarhat obsegal zgolj mesto Oglej z bližnjo okolico.
- 12. september - Patriarh in vojvoda podpišeta mirovni sporazum. 1362 ↔

### Stoletna vojna
- 23. marec - Anglija: v ponovnem izbruhu kuge umre angleški plemič Henrik Grosmont, 1. vojvoda Lancaster in 4. grof Leicester. Ker ni zapustil moškega potomca se vojvodina Lancaster vrne kralju. 1362 ↔
- začetek leta - Vojna dveh Petrov, Kastilija in Aragonija: kastiljski kralj Peter osvoji aragonska mesta Verdejo, Torrijos in Alhama. ↓
- 18. maj → Vojna dveh Petrov: sklenjen je mirovni sporazum med kastiljskim kraljem Petrom in aragonskim kraljem Petrom IV. 1362 ↔
- 10. oktober - Anglija: poroka med Edvardom Črnim Princem in Ivano Kentsko. Poroka je za sodobnike nekoliko sporna, saj je bila Ivana že dvakrat poročena, prav tako pa je kralj izgubil priložnost, da bi se tesneje povezal s katero od tujih dinastičnih hiš.
- 21. november - Po smrti mladoletnega burgundskega vojvode Filipa I. se vojvodina Burgundija vrne francoski kroni. Grofiji Burgundija (SRC) in Artois nasledi njegova babica Margareta I., grofiji Auvergne in Boulogne pa mali stric Ivan I.
  - V boj za burgundsko dediščino se vplete navarski kralj Karel II., ki pa tokrat opredeljuje svojo zahtevo glede na primogenituro, kar konča na novo sklenjen mir s francoskim kraljem Ivanom II. 1362 ↔
- Po sklenjenem miru v Brétignyju angleški kralj Edvard III. umakne svojo vojsko iz Francije na svoja ozemlja in jo poplača, francoski kralj Ivan II. pa pretežno najemniško vojsko zgolj razpusti. Te tolpe najemnikov, imenovane Tard-Venus, začno pustošiti po francoskem podeželju in zavzemati manj utrjena mesta. 1362 ↔

### Ostalo
- 17. marec - Umorjen je mameluški egiptovski sultan An-Nasir al-Hasan. Umori ga njegov general Jalbuga al-Umari, ki za novega, marionetnega sultana nastavi Al-Mansurja Muhammada, ki je nečak umorjenega. 1363 ↔
- 13. april - Ustanovljena je Univerza v Paviji.
- 12. julij - Umrlega beneškega doža Giovannija Dolfina nasledi Lorenzo Celsi, 58. beneški dož po seznamu. 1362 ↔
- 27. julij - Bitka pri Visbyju: danski kralj Valdemar IV. nadaljuje z ofenzivno politiko in zavzame otok Gotland, ki ga je tri desetletja prej zavzela Švedska.
  - Ofenzivna politika danskega kralja Valdemarja IV. povzroči napetosti z nemško Hanzeatsko ligo, poleg švedskega Magnusa IV. pa postane nemiren še norveški kralj Hakon VI.. 1362 ↔
- 18. september -  Po smrti bavarskega vojvode Ludvika V. Wittelsbaškega nasledi vojvodino Zgornjo Bavarsko, grofiji Tirolska in Goriška njegov sin Majnhard III. 1363 ↔
- 10. oktober - Firence zavzamejo Volterro.
- Zlata horda: po atentatu na kana Navruz Bega se kanat pogrezne v še globljo anarhijo. V dvajsetih letih se zamenja več kot dvajset marionetnih kanov. 1381 ↔

## Rojstva
- 26. februar - Venčeslav IV., češki in nemški kralj († 1419)
- Herman II., celjski grof († 1435)
- Karel III., navarski kralj († 1425)
- Simon ben Cemah Duran, španski judovski teolog in učenjak († 1444)

## Smrti
- 17. marec - An-Nasir al-Hasan, mameluški egiptovski sultan (* 1334)
- 23. marec - Henrik Grosmont, angleški plemič, 1. vojvoda Lancaster, 4. grof Leicester (* 1306)
- 9. junij - Philippe de Vitry, francoski skladatelj in pesnik (* 1291)
- 16. junij - Janez Tauler, nemški mistik in teolog (* 1300)
- 17. junij - Ingeborg Hakonsdatter, norveška princesa, švedska regentinja, vojvodinja Hallanda (* 1301)
- 12. julij - Giovanni Dolfin, 57. beneški dož
- 18. september -  Ludvik V., bavarski vojvoda (* 1315)
- 21. november - Filip I., burgundski vojvoda, burgundski grof (II.), artoiški (II.), auvergnški (III.) in boulognški (III.) grof (* 1346)
- Blanka Burbonska, kastiljska kraljica (* 1339)
- Ludwig Van Kempen, flamski glasbeni teoretik (* 1304)
- María de Padilla, kastiljska plemkinja, ljubica kralja Petra (* 1334)
- Marija iz Walthama, angleška princesa, bretonska vojvodinja (* 1344)
- Richard Kilvington, angleški filozof in kozmolog (* 1305)
- Zanobi da Strada, italijanski prevajalec (* 1312)